# Voïvodie de Wilno
Ne doit pas être confondu avec Voïvodie de Vilnius.
1926–1939
La voïvodie de Wilno est une entité administrative de la Deuxième République de Pologne. Créée en 1926, elle cessa d'exister en 1939. Son chef-lieu était la ville de Wilno. Avant 1926, la zone de la voïvodie était connue sous le nom de Terre de Wilno elle avait les mêmes limites et se trouvait également à l'intérieur des frontières de la Pologne.

## Villes principales
- Wilno
- Nowa Wilejka
- Głębokie
- Oszmiana
- Mołodeczno
- Święciany
- Wilejka
- Dzisna

## Population
La voïvodie est principalement habitée dans les années 1930 par des Polonais (59,7 %) et des Biélorusses (22,7 %) avec une minorité de Juifs, de Lituaniens, de Russes et de Karaïmes,.

## Religions
D'après le recensement effectué en 1938, 62,5 % des habitants sont catholiques, 25,4% orthodoxes, 8,7 % juifs, 3,4 % d'une autre confession.